# Stefan z Chirsy
Stefan z Chirsy (zm. VI w.) – święty mnich chrześcijański.
Według hagiografii pochodził z Syrii. W młodości dołączył do klasztoru założonego przez mnicha Jana i razem z nim opuścił pustynię w Syrii jako jeden z dwunastu wybranych uczniów. Razem z innymi mnichami z wspólnoty kierowanej przez Jana żył następnie na górze Zaden (późniejsza Zedazeni), uznawany przez miejscową ludność za świętego ascetę i cudotwórcę. Następnie na polecenie Jana opuścił górę, by razem z mnichami Antonim, Józefem i Zenonem udać się do Kachetii, gdzie działał już inny uczeń Jana, biskup Abibos.
Hagiografia prawosławna nazywa go "zwieńczeniem siły i wiedzy". Prowadził działalność misyjną w Kachetii, po czym założył w Hornabudż klasztor św. Szczepana. Tam też zmarł i został pochowany.